# L'Affaire Salengro

L'Affaire Salengro est un téléfilm français réalisé par Yves Boisset, réalisé en 2008 et diffusé le 14 avril 2009 sur France 2.
Le film a fait l'objet d'une projection en avant-première à l'Assemblée nationale, le 24 mars 2009, de nombreuses scènes ayant été tournées dans l'hémicycle.

## Synopsis

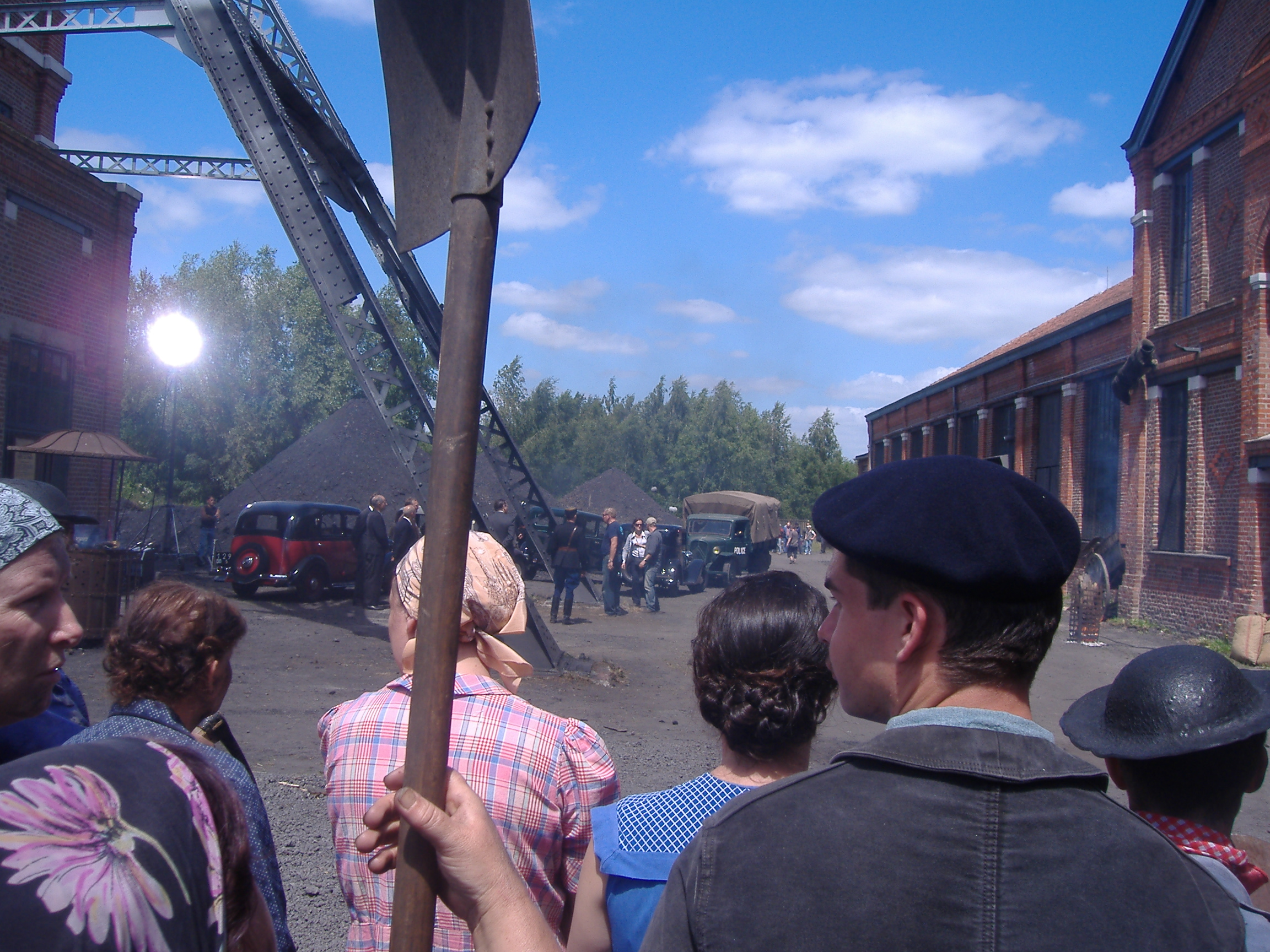
Tournage à la fosse Arenberg le 26 juin 2008.

Ministre de l'Intérieur du gouvernement du Front populaire de Léon Blum, Roger Salengro est jugé trop proche des travailleurs en grève par la droite et l'extrême-droite, qui lui reprochent également ses origines prolétaires. Désirant se débarrasser de lui définitivement, les journaux d'extrême-droite Gringoire et L'Action française montent de toutes pièces contre lui une accusation de désertion remontant à 1915, profitant à la fois de la liberté d'expression alors absolue, de la liberté de la presse extrêmement étendue, et surtout du traumatisme de la Grande Guerre, encore présent dans tous les esprits. Truquant des témoignages, déformant des propos officiels, ces deux journaux, soutenus par le député du Nord et chef de file de l'opposition municipale à Roger Salengro à Lille, Henri Becquart, ne tiendront aucun compte des démentis juridiques et judiciaires officiels, préférant s'appuyer sur l'opinion publique qu'ils ont braquée contre Salengro. Malgré un jugement militaire d'acquittement approuvé à une large majorité à la Chambre des députés, Roger Salengro se suicide, épuisé par la calomnie.

## Fiche technique
- Réalisateur : Yves Boisset
- Scénario : Yves Boisset et Alain Scoff
- Musique : Angélique Nachon
- Date de diffusion : le 14 avril 2009 sur France 2
- Durée : 110 minutes

## Distribution
- Bernard-Pierre Donnadieu : Roger Salengro
- Daniel Mesguich : Léon Blum
- Julie-Marie Parmentier : Amélie Deschamps
- Jean-Claude Dreyfus : Henri Béraud
- Maxime Leroux : Henri Becquart
- Philippe Magnan : Horace de Carbuccia
- François Morel : Henri, le frère de Roger Salengro
- Christian Brendel : Marx Dormoy
- Alain Rimoux : Édouard Daladier
- Philippe Laudenbach : Charles Maurras
- Isabelle Sadoyan : la mère de Roger Salengro
- Laure Killing : Thérèse Blum
- Bernard Bloch : Édouard Herriot, président de la Chambre des députés
- Jacques Brunet : le colonel Arnoult
- Jean Bouchaud : Léon Rénier
- Yves Collignon : le capitaine Danset
- Jacques Chailleux : Ménard
- Jean-Pierre Bagot : Ducloux
- Françoise Pavy : Catherine
- Agnès Cattegno : Sylvie
- Benoît Solès : Pierre Gaxotte
- Jean-Pol Dubois : Léon Daudet
- Emmanuel Genvrin : Pierre Guimier
- Patrick Topaloff : l'ancien combattant
- Mathieu Simonet : lieutenant Deron